# Pluméliau
Pluméliau korábbi község Franciaországban, Morbihan megyében. Lakosainak száma 3716 fő (2016. január 1.). Pluméliau Saint-Thuriau, Moustoir-Remungol, Remungol, Guénin, Saint-Barthélemy, Melrand, Bieuzy és Le Sourn községekkel határos.
2019. január 1-jén Bieuzy korábbi községgel egyesült és az így létrejött Pluméliau-Bieuzy új község része lett.

## Népesség
A település népességének változása:
| Lakosok száma | 3594 | 3646 | 3716 |
|               | 2013 | 2015 | 2016 |